# تكريديماني الأول
تكريديماني الأول كان ملكًا لكوش في حوالي عام 253 ميلادي. يُرجح أن فترة حكمه امتدت من 245/246 ميلادي إلى ما بعد 265/266 ميلادي، وسبقه الملك تريتنايد وخلفه أخوه الأصغر الملك تيلرديماني.
تشهد نقوش الإهداء بمعبد أبيدماك في مروي على فترة حكم تكريديماني. أحد أبرز النصب التذكارية التي توثق عهده هو نقش مصري ديموطيقي في معبد إيزيس بفيلة مؤرخ بتاريخ 10 أبريل 253 ميلادي في السنة الثانية من حكمه، أثناء فترة حكم الإمبراطور الروماني **تريبونيانوس غالوس. يوجد نقش آخر بفيلة مؤرخ بالسنة الملكية العشرين لملك كوشي لم يُذكر اسمه، يرى الباحثون أن النقش عائد لحوالي حوالي 265/266 ميلادي. اقترحت الباحثة إنجي هوفمان أن هذا الملك هو تكريديماني.

## الدفن
دفن في (هرم رقم 28) في مروي، اسمه الأول تكريديماني مكتوب بالهيروغليفية المروية على نقش قبره.

## فرضية وجود ملكين
اقترح الباحث إيه جيه أركل في عام 1955 أن الهرم رقم 28 بمروي يخص ملكًا سابقًا له الاسم نفسه، لكنه تراجع عن هذه الفرضية بحلول عام 1961. تبني هذه الفرضية الباحث ستيفن وينيغ في عام 1967، وافترض أن تكريديماني الأول حكم بين 90 و114 ميلادي. رأى الباحث لازلو توروك أن فرضية وجود ملكين باطلة، إلا أن ديريك ويلسبي يدعم هذه النظرية.

## ثبت المراجع
- Arkell، A. J. (1961) [1955]. A History of the Sudan to 1821 (ط. 2nd). John de Graff.
- Desanges، Jehan (1972). "L'amphore de Tubusuctu et la datation de Teqerideamani" (PDF). Meroitic Newsletter ع. 11: 17–21. مؤرشف من الأصل (PDF) في 2022-06-27.
- Hofmann، Inge (1978). Beiträge zur meroitischen Chronologie. St. Augustin bei Bonn.{{استشهاد بكتاب}}:  صيانة الاستشهاد: مكان بدون ناشر (link)
- Török، László (1997). The Kingdom of Kush: Handbook of the Napatan–Meroitic Civilization. Brill.
- Welsby، Derek A. [بالألمانية] (1998). The Kingdom of Kush. Markus Wiener.
- Wenig، Steffen [بالألمانية] (1967). "Bemerkungen zur Chronologie des Reiches von Meroe". Mitteilungen des Instituts für Orientforschung. ج. 13: 1–44.